# Paul Wolfowitz

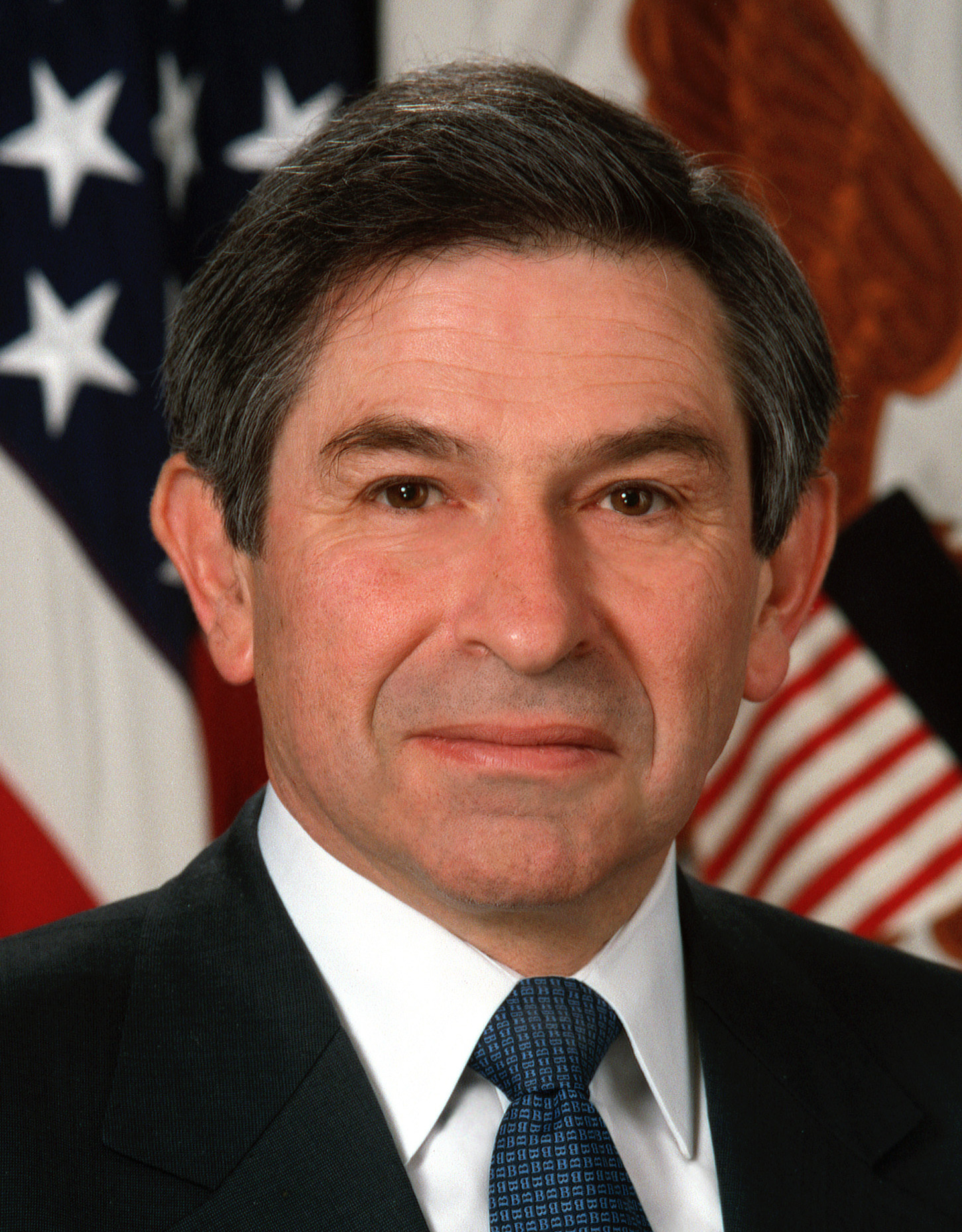
Paul Wolfowitz als Stellvertretender Verteidigungsminister 2001

Paul Dundes Wolfowitz (* 22. Dezember 1943 in Brownsville, Brooklyn, New York City) ist ein US-amerikanischer Politikwissenschaftler und Politiker (Republikanische Partei). Er gilt als ein führender Neokonservativer. Er war politischer Berater von George W. Bush, US-Botschafter in Indonesien und von 2001 bis 2005 Stellvertreter des Verteidigungsministers Donald Rumsfeld. Er lehrte ab 1993 an der Paul H. Nitze School of Advanced International Studies (SAIS) an der Johns Hopkins University und war von 1994 bis 2001 Dekan von SAIS.
Wolfowitz wurde zum 1. Juni 2005 Präsident der Weltbank und trat zum 30. Juni 2007 nach einer Affäre um seine Lebenspartnerin Shaha Ali Riza zurück. Derzeit (Februar 2025) ist er Gastwissenschaftler am American Enterprise Institute. Er war verantwortlich für die sogenannte Wolfowitz-Doktrin von 1992.

## Herkunft und Ausbildung
Sein Vater war der Mathematiker Jacob Wolfowitz, ein polnischer Jude, der 1920 in die Vereinigten Staaten emigrierte. Seine Mutter war Lillian Dundes. Mehrere Verwandte seines Vaters in Polen wurden im Holocaust ermordet. 
Von Leo Strauss, Allan Bloom und seinem Doktorvater Albert Wohlstetter beeinflusst, gilt Wolfowitz als Neokonservativer, der sich nachdrücklich für die Unterstützung Israels und eine weltweite Militärpräsenz zur Sicherung von US-Interessen einsetzt. Das Studium der Mathematik und Chemie schloss er 1965 an der Cornell University mit einem Bachelor ab. An der University of Chicago studierte er Politikwissenschaft und promovierte 1972.

## Karriere
Wolfowitz’ Karriere in Politik und Lehre reicht weit zurück, wobei er zwischen beiden Feldern wechselte.
Bereits 1966/67 war er Praktikant der Haushaltsabteilung des US-Finanzministeriums und stand damit zum ersten Mal im Staatsdienst.
Von 1970 bis 1972 lehrte er in Yale. In dieser Zeit stand er den Social Democrats USA (SDUSA) nahe, die aus dem rechten Flügel der Socialist Party of America (SPA) hervorgegangen waren. Er war später Mitglied der Demokratischen Partei und dann der Republikaner. Einer seiner Schüler war Scooter Libby, mit dem eher später eng zusammenarbeitete. 1972 wurde er promoviert. Thema seiner Dissertation war Nukleare Proliferation im Nahen Osten: Politik und Wirtschaft der nuklearen Entsalzung. In seiner Dissertation plädierte Wolfowitz gegen Kernwaffen unter israelischer Kontrolle, weil die arabischen Staaten dann ebenfalls atomar aufzurüsten versuchen würden.
Von 1973 bis 1977 diente er in der Arms Control and Disarmament Agency, wo er an Abrüstungsverhandlungen (SALT) mit der Sowjetunion mitwirkte und sich mit Fragen der Nichtweiterverbreitung von Nuklearwaffen beschäftigte. Für diese Tätigkeit hatte er sich auch durch seine Dissertation qualifiziert.
Von 1977 bis 1980 war Wolfowitz „Deputy Assistant Secretary of Defense for Regional Programs“ und wirkte an der Schaffung jener Einrichtung mit, aus der später das United States Central Command (US-Zentralkommando) entstand. Zudem initiierte Wolfowitz das strategische Programm zur globalen Dislozierung von Marinestreitkräften, offizieller Darstellung zufolge zwölf Jahre später das „Rückgrat“ der „Operation Desert Shield“ (siehe Zweiter Golfkrieg).
Zwischen 1981 und 1982 fungierte er als Director of Policy Planning im Außenministerium. Danach war er von 1982 bis 1986 als Nachfolger von Richard Holbrooke Staatssekretär für Ostasien- und Pazifik-Angelegenheiten (Assistant Secretary of State for East Asian and Pacific Affairs) im Außenministerium sowie von 1989 bis 1993 Unterstaatssekretär für politische Fragen im Verteidigungsministerium.
1986 wurde der Wissenschaftler, der bereits für Nixon und unter Jimmy Carter im Pentagon tätig war, unter Präsident Ronald Reagan als Nachfolger von John H. Holdridge zum US-Botschafter in Jakarta (Indonesien) berufen. Dort lernte Wolfowitz Indonesisch. Damals befand sich Osttimor im blutigen Unabhängigkeitskampf gegen den indonesischen Diktator Suharto, dessen Truppen Osttimor okkupiert hielten. Wolfowitz setzte sich zugunsten Suhartos ein. Später befürwortete Wolfowitz den Kampf gegen so genannte Schurkenstaaten.
Im März 1992, nach dem Zweiten Golfkrieg, entwarf ein Arbeitsteam in Verantwortung von Wolfowitz und seinem Assistenten Lewis Libby unter George Bush eine Neufassung der globalen US-Militärstrategie (Wolfowitz-Doktrin). Der Entwurf trat für die unilaterale Suprematie der USA und die Eindämmung möglicher Rivalen ein. Es wurde argumentiert, die USA könnten zu Präventivschlägen (pre-emptive strikes) gezwungen sein, um den Einsatz oder die Entwicklung von Massenvernichtungswaffen durch feindliche Staaten zu verhindern. Verantwortlich für die Verteidigungsstrategie, die in einer Neufassung abgemildert wurde, zeichnete Verteidigungsminister Dick Cheney.
Nach der Wahl von Bill Clinton zum US-Präsidenten wechselte Wolfowitz 1993 aus der Politik in die Wissenschaft und leitete als Dekan die Paul H. Nitze School of Advanced International Studies in Washington, eine Einrichtung der Johns Hopkins University mit Hauptsitz in Baltimore. Sie hat sich auf Fragen der internationalen Beziehungen (International Relations) spezialisiert. 1993 wurde Wolfowitz zudem „George F. Kennan Professor für Nationale Sicherheitsstrategie“ am National War College.
Zu seinen Kernthemen veröffentlichte Wolfowitz zahlreiche Publikationen. Er ist Träger zahlreicher Orden und Auszeichnungen.
Am 26. Januar 1998 schrieben Paul Wolfowitz, Richard Perle, Donald Rumsfeld, Richard Armitage und vierzehn weitere Unterzeichner einen Brief an Präsident Bill Clinton, in dem ein gewaltsamer Regimewechsel im Irak und eine offensivere Politik im Nahen Osten gefordert wurde. Dieses Schreiben wurde von dem von William Kristol begründeten Project for the New American Century (PNAC) unterstützt.
Wolfowitz ist Co-Autor der im September 2000 erschienenen Schrift Rebuilding America’s Defenses, in welcher die Anwendung von rassenspezifischen biologischen Waffen als nützliches politisches Werkzeug bezeichnet wird.

Im Februar 2001 wurde Wolfowitz stellvertretender Verteidigungsminister in der Regierung George W. Bush, sein drittes Engagement im Pentagon.

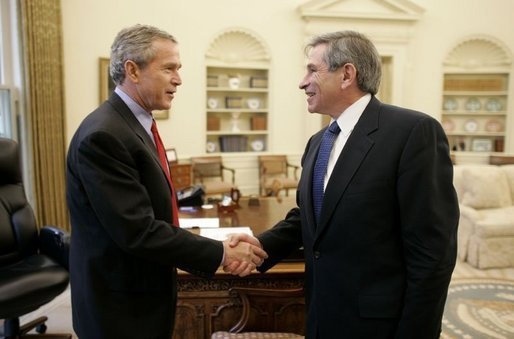
US-Präsident Bush gratuliert Paul Wolfowitz zu dessen Nominierung als Präsident der Weltbank

Am 31. März 2005 wurde Wolfowitz vom Exekutivrat der Weltbank, in dem die 184 Mitgliedsländer durch 24 Direktoren vertreten sind, einstimmig zu deren Präsident gewählt. Es gab keinen Gegenkandidaten. Er war der Wunschkandidat von George W. Bush, was seit längerer Zeit bekannt war, aber erst Anfang März 2005 wurde er offiziell nominiert. Wolfowitz folgte James Wolfensohn nach, dessen zehnjährige Amtszeit am 1. Juni 2005 endete. In einer Affäre um die fragwürdige Begünstigung seiner Lebensgefährtin, der arabischen Frauenrechtlerin Shaha Ali Riza, der er als ihr Vorgesetzter bei der Weltbank 2005 eine Beförderung sowie eine beträchtliche Gehaltserhöhung verschafft hatte, gestand Wolfowitz im April 2007 ein, „einen Fehler gemacht“ zu haben. Aufgrund massiver Kritik wegen Günstlingswirtschaft trat er zum 30. Juni 2007 von seinem Amt zurück. Sein Nachfolger wurde Robert Zoellick.
Wolfowitz ist Gastwissenschaftler am American Enterprise Institute (AEI) sowie seit 2008 zuständig für die wirtschaftlichen Beziehungen der USA mit Taiwan.

## Belege
1. ↑  newamericancentury.org (Memento vom 9. September 2008 im Internet Archive)
2. ↑  Süddeutsche Zeitung: Tohuwabohu nach einem Techtelmechtel 10. April 2007
3. ↑  Spiegel Online: Korruption – Wolfowitz verliert jeden Rückhalt 12. April 2007.
4. ↑  Spiegel Online: Weltbank-Präsident Wolfowitz tritt zurück 18. Mai 2007
5. ↑  Paul Wolfowitz – Visiting Scholar (Memento vom 27. Oktober 2011 im Internet Archive)

| Personendaten    | Personendaten                                       |
| ---------------- | --------------------------------------------------- |
| NAME             | Wolfowitz, Paul                                     |
| ALTERNATIVNAMEN  | Wolfowitz, Paul Dundes (vollständiger Name)         |
| KURZBESCHREIBUNG | US-amerikanischer Politiker, Präsident der Weltbank |
| GEBURTSDATUM     | 22. Dezember 1943                                   |
| GEBURTSORT       | Brooklyn, New York                                  |